# 樟林站
樟林站位于福建省福州市晋安区鼓山镇樟林村，是福马铁路上的一个货运站，并有联络线连接杭福深客運專線，始建于1971年，现为南昌铁路局福州车务段管辖的二等站。目前该站办理整车货物发到及货物列车编组等货运业务，不办理客运业务，是温福铁路福建段最大的货运编组站。2009年6月30日，温福铁路的首班货运列车即由樟林站始发。